# Daniel Scheck
Daniel Scheck (Montevideo, 4 de diciembre de 1929 - Ibídem, 13 de octubre de 2015) fue un abogado, periodista, guionista y empresario uruguayo.

## Biografía
Fue hijo de Carlos Scheck y Amelia Sánchez. 
Completó sus estudios secundarios en el Liceo Francisco Bauzá. En 1961 se recibió de abogado en la Facultad de Derecho de la Universidad de la República, pero nunca ejerció. Fue periodista deportivo y administrador vitalicio del diario El País. Con sus hermanos Carlos Eugenio y Eduardo creó El Libro de los Clasificados de El País en 1983. Fue socio del Club Nacional de Futbol.
Fue presidente de la Asociación de Diarios del Uruguay durante 17 años.

## Ámbito televisivo
Con su hermano Jorge creó Telecataplúm. Bajo el seudónimo «Los Lobizones» fueron guionistas y responsables del programa humorístico Telecataplúm en Tele12, uno de los programas más emblemáticos de Uruguay.
En 1964 obtienen el Premio Ariel de la Asociación de Cronistas de Televisión del Uruguay y la Medalla de Argentores como libretista, junto a su hermano Jorge Scheck. Fue galardonado con el Premio Martín Fierro en 1965. En 2012, con motivo del festejo por los cincuenta años de Canal 12  el Estudio D fue bautizado «Los Lobizones» en homenaje a los libretistas de Telecataplúm.
Falleció el 13 de octubre de 2015 a los 85 años, en Montevideo.

## Libros
- 1990, Blablándole al pueblo
- 2000, Jugando con las palabras
- 2001, Sobras completas (dos tomos)
- 2005, De la vuelta manzana a la vuelta a la tierra.